# Prymorskyj
Prymorskyj (ukrainisch Приморський; russisch Приморский/Primorski, krimtatarisch Hafuz) ist eine Siedlung städtischen Typs der autonomen Republik Krim in der Ukraine mit etwa 15.000 Einwohnern (2012).

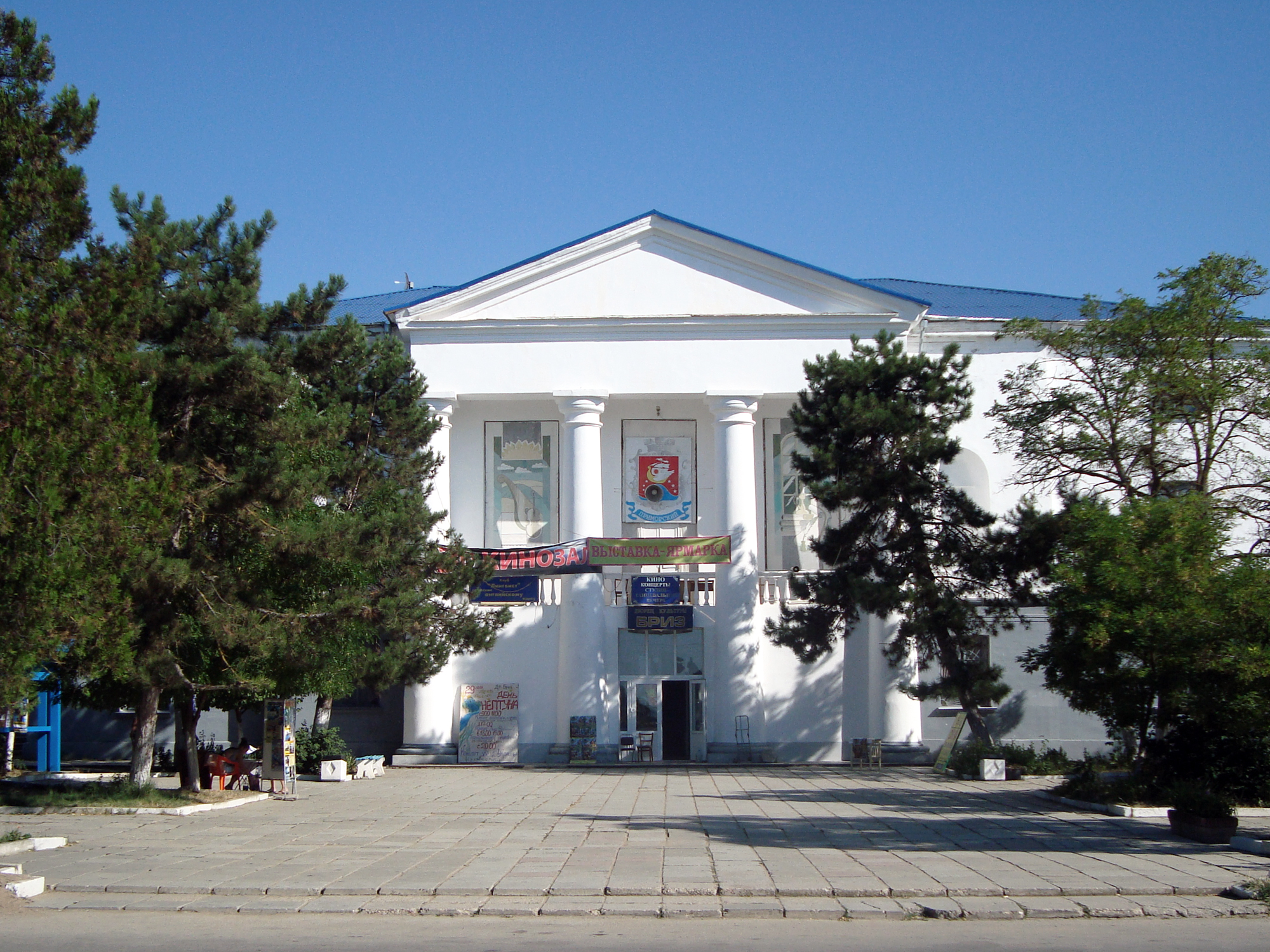
Palast der Kultur

## Geographie
Prymorskyj liegt am Schwarzen Meer im Süden der Halbinsel Krim am Übergang zur Halbinsel Kertsch an der Fernstraße M 17 (E 97) und gehört administrativ zur 14 km entfernten Stadt Feodossija.

## Geschichte
Die heutige Siedlung wurde 1938 als Bau- und Werftarbeitersiedlung nahe einem Dorf namens Hafuz begründet und hieß zunächst Juschnaja Totschka (Южная Точка, „Südlicher Punkt“). 1952, als sie schließlich den Status einer Siedlung städtischen Typs bekam, wurde der Ort in seinen heutigen Namen umbenannt.

## Bevölkerungsentwicklung
| Jahr      | 1959  | 1970  | 1979   | 1989   | 2001   | 2012   |
| --------- | ----- | ----- | ------ | ------ | ------ | ------ |
| Einwohner | 2.836 | 6.186 | 11.839 | 14.957 | 14.085 | 14.938 |

Quelle: 